# Evangelische Kirche (Engers)

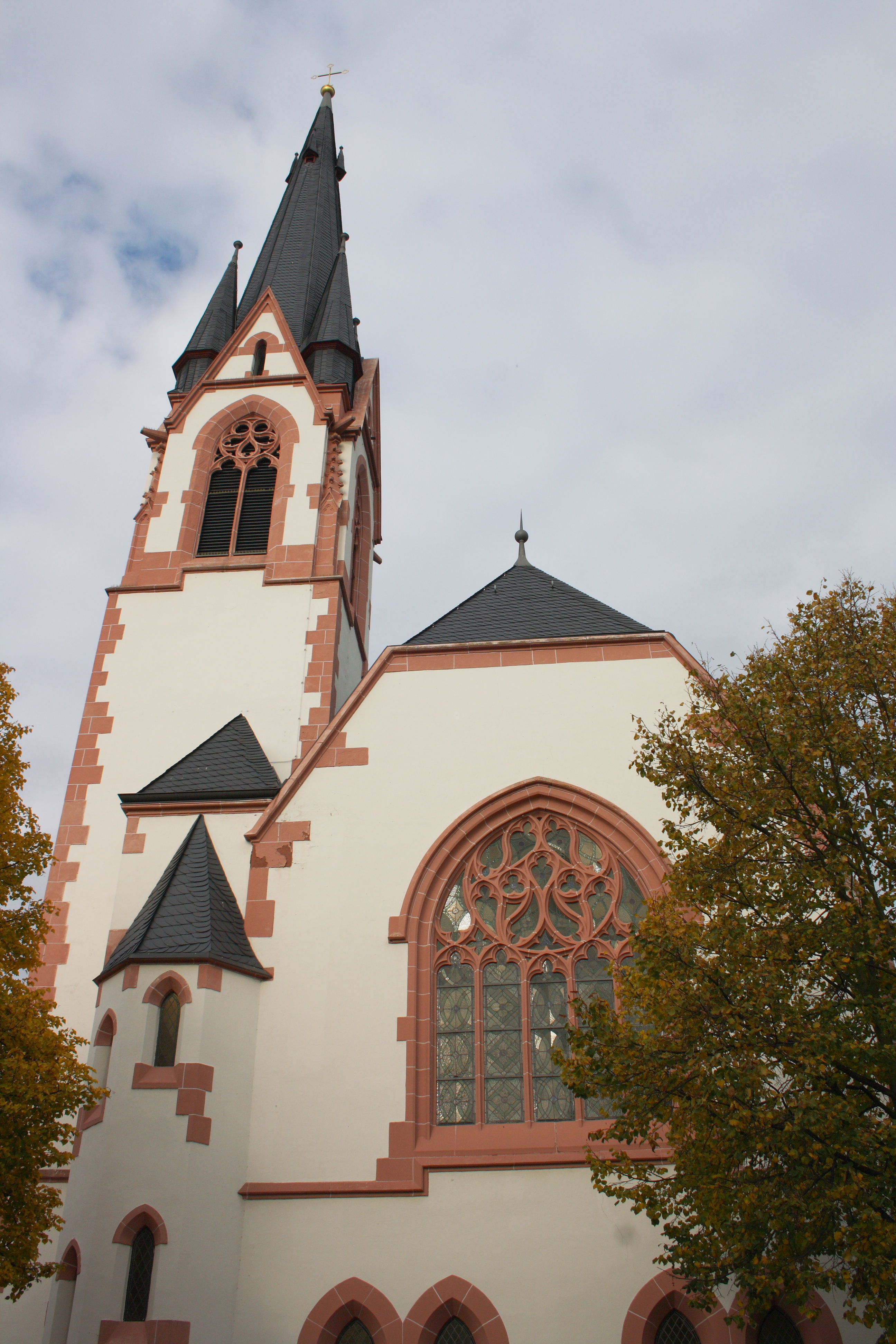
Evangelische Pfarrkirche in Engers

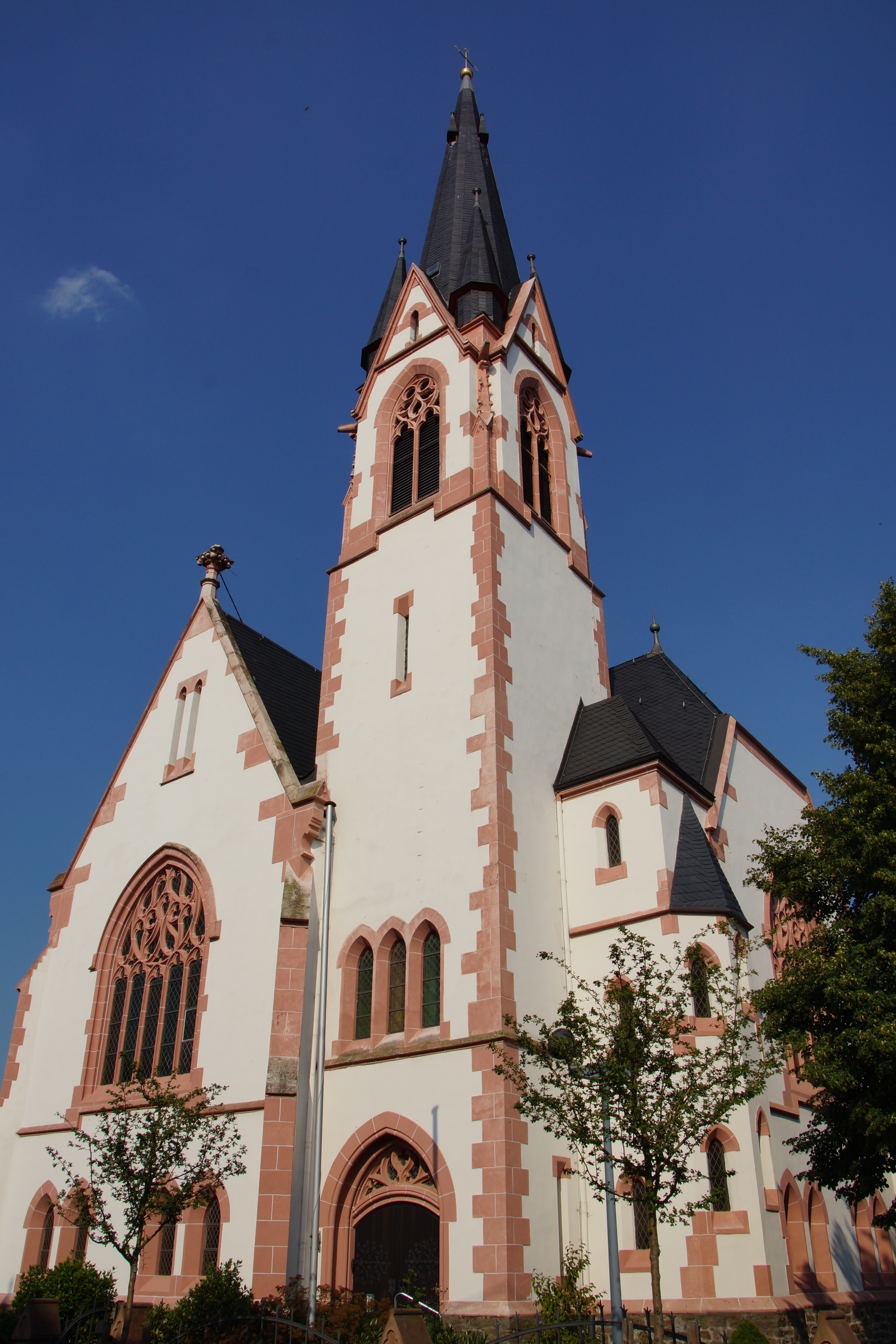
Evangelische Pfarrkirche in Engers

Die Evangelische Pfarrkirche im Neuwieder Stadtteil Engers in Rheinland-Pfalz wurde 1900 in neospätromanischen Formen errichtet. Die Kirche gehört zum Kirchenkreis Wied in der Evangelischen Kirche im Rheinland und trägt den Namen des Theologen und Widerstandskämpfers Dietrich Bonhoeffer. Seit 2003 steht sie unter Denkmalschutz.

## Geschichte
Engers gehörte seit Mitte des 14. Jahrhunderts zu Kurtrier und war bis zum Beginn des 19. Jahrhunderts katholisch. Nachdem 1815 das Rheinland preußisch wurde, wurden verschiedene preußische Verwaltungsbehörden in Koblenz und in der Umgebung ansässig, die von Preußen hierhin abgeordneten Beamten waren in der Regel protestantisch. Die ersten evangelischen Christen in Engers wurden ab 1819 von der Kirchengemeinde Bendorf betreut. Nachdem im Jahr 1862 in Schloss Engers die „Königliche Kriegsschule“ eingerichtet wurde, betreute der Militärpfarrer die Gemeinde. Am 1. Juni 1900 erhielt Engers die Rechte einer selbstständigen Kirchengemeinde, die jedoch mit der Gemeinde Bendorf unter einem Pfarramt verbunden blieb.
Auf Initiative des Georg von Viebahn, Kommandeur der Kriegsschule, wurde 1900 mit dem Bau der Kirche begonnen. Die Kirche wurde von Carl Grieß aus Bendorf nach Plänen des Koblenzer Architekten Erhard Müller in neospätromanische Formen gebaut. Der Grundstein wurde im November 1901 gelegt und am 2. Februar 1902 fand die feierliche Weihe in Anwesenheit hoher geistlicher und politischer Würdenträger statt.

## Bau und Ausstattung

### Baubeschreibung
Die Emporenkirche erhebt sich auf annähernd kreuzförmigem Grundriss, wobei jedoch der Kreuzesarm auf der Südostseite nur durch einen etwas vorstehenden Giebel angedeutet ist. Über diesem ist das Dach wie auch bei den übrigen Giebeln auf der Ost- und Westseite abgewalmt. Lediglich der nordwestliche Giebel reicht bis zum Dachfirst und wird von einer Kreuzblume geschmückt. Die Kirche wird überragt von einem Turm mit spitzen Pyramidendach. Von den weißen Wandflächen sticht die in rotem Sandstein ausgebildete Architekturgliederung ab.

### Ausstattung
Die Ausstattung ist schlicht und entbehrt bis auf vier Steinreliefs, die Evangelisten darstellend, bauzeitliche Stücke. Die hohen Maßwerkfenster bestimmen den Charakter des Raums.